# 자연신학
자연신학(Natural theology)이란 인간의 이성이나 일반적으로 자연속에서 얻은 경험에 기초하여 하느님 존재를 논증하는 신학의 한 분야이다. 이것은 성경에 근거한 계시신학 혹은 종교적 경험신학이나 선천적인 이성에 근거한 칸트가 주장하는 초자연 신학과 다른 주장이다. 마르틴 루터는 자유의지를 주장하는 자연신학을 반대하였다.

## 같이 보기
- 계시신학
- 초자연 신학